# 穂谷川清掃工場
穂谷川清掃工場（ほたにがわせいそうこうじょう）は、大阪府枚方市田口五丁目にある清掃工場。

## 概要
枚方市環境事業部が管理を行い、最大200トン/日（枚方市内で発生する可燃ごみの約40％）を焼却処理する。2015年現在第3プラントが稼働中である。

### 第3プラント
- 焼却炉：全連続焼却式
- 処理能力：200トン/日（200トン/日×1基）
- 廃棄物発電：1,500kw/h（最大）
- 煙突の高さ：約80m

## 沿革
- 1962年（昭和37年） - 第1プラントの建設工事が着工
- 1963年（昭和38年） - 第1プラント（処理能力40t/日）が運転を開始[1]
- 1968年（昭和43年）4月 - 第1プラントの増設焼却炉（処理能力50t/昼間）が運転開始[2][3]
- 1973年（昭和48年） - 第2プラント（処理能力150t/日）が運転を開始[4][5]
- 1985年（昭和60年）10月 - 第3プラントの建設工事が着工[4][5][6]
- 1987年（昭和62年）10月 - 第3プラントが試運転を開始[4][5]
- 1988年（昭和63年）3月 - 第3プラント（処理能力200t/日）が運転開始[5]
- 2009年（平成21年）3月 - 枚方市東部清掃工場の完成に伴い、第2プラントの運転を終了